# Calanus brevicornis
Calanus brevicornis är en kräftdjursart som beskrevs av Lubbock 1856. Calanus brevicornis ingår i släktet Calanus och familjen Calanidae. Inga underarter finns listade i Catalogue of Life.